# Tetragnatha pulchella
Tetragnatha pulchella là một loài nhện trong họ Tetragnathidae.
Loài này thuộc chi Tetragnatha. Tetragnatha pulchella được miêu tả năm 1877 bởi Thorell.